# Calado artesanal

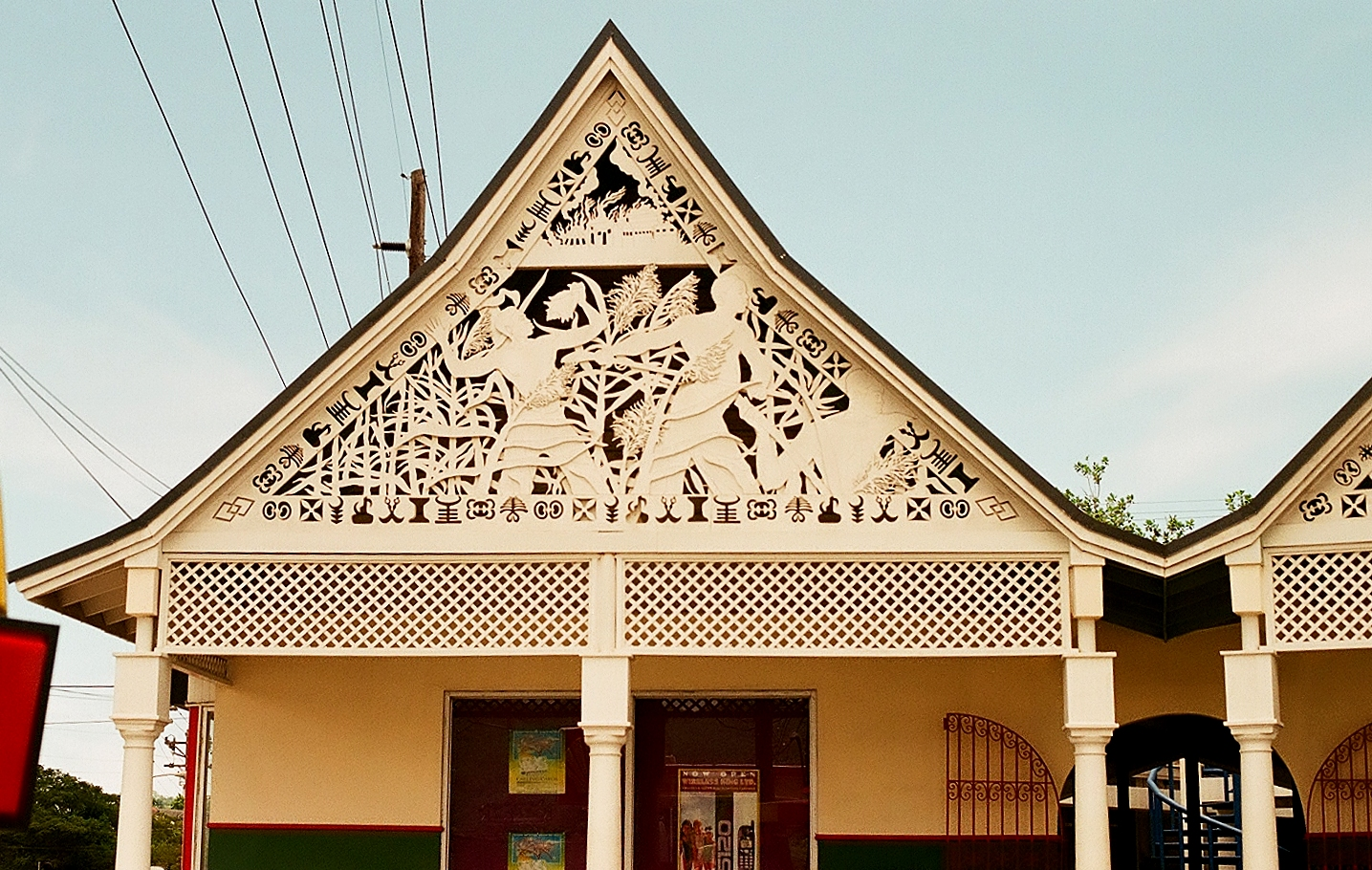
Calado artesanal en un hastial a dos aguas

El calado artesanal  es un diseño decorativo entrelazado que se corta con una gubia, en bajorrelieve, sobre un fondo sólido, o bien se recorta con una segueta, una sierra de marquetería o una segueta eléctrica . El término también se utiliza para definir la técnica de tracería en ventanas y puertas acristaladas.

## Uso
Los calados artesanales originalmente eran diseños ornamentales que se utilizaban para decorar objetos con una cuadrícula o una malla. Los diseños se han desarrollado a partir del calado artesanal griego de onda rectangular, hasta llegar a intrincados patrones entrelazados.
Muchos de los calados artesanales tienen un diseño geométrico y se utilizan popularmente para adornar muebles y instrumentos musicales, así como adorno en ciertos elementos de arquitectura, donde dichos elementos específicos de la decoración reciben el nombre de acuerdo con su uso como: hastiales a dos aguas o piñones de balaustradas.

## Realización
El material utilizado como soporte es la madera, aunque, a veces, puede ser de metal, concretamente: hierro fundido o aluminio .
Una idea equivocada y muy generalizada es que los calados artesanales tienen que haber hecho con una sierra. Sin embargo, un calado artesanal se considera como tal independientemente de si se ha recortado con una sierra o se ha hecho con cualquier otro medio.
El control numérico (CNC) ha provocado cambios en el método de fabricación de los calados artesanales de madera. Los láseres o herramientas de corte o de fresado pueden ahora permiten transformar tanto la madera como otros materiales en objetos decorativos planes e incluso en 3D.

## Galería

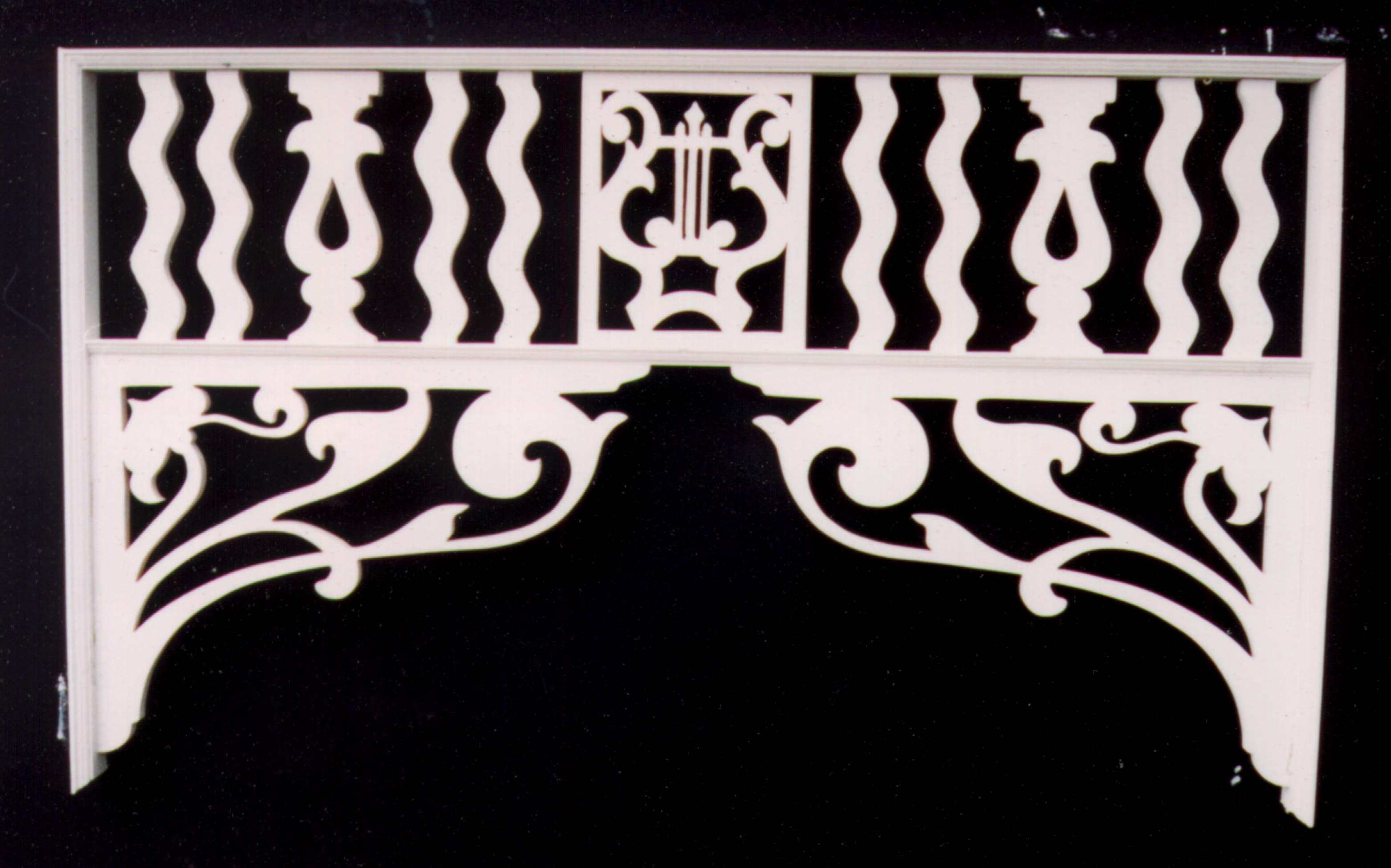
Calado artesano de madera
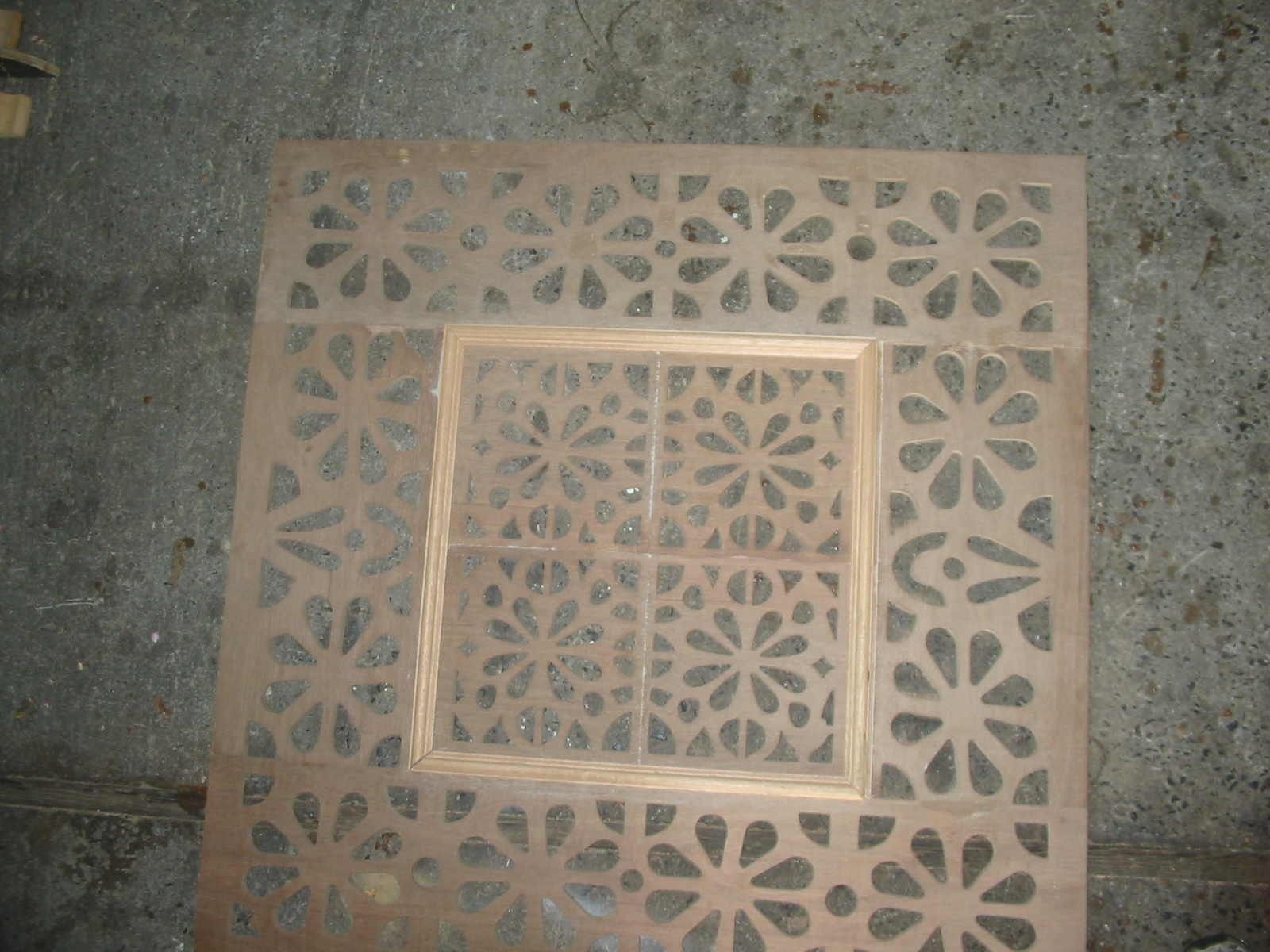
Calado artesano para una ventilación o una parrilla ligera
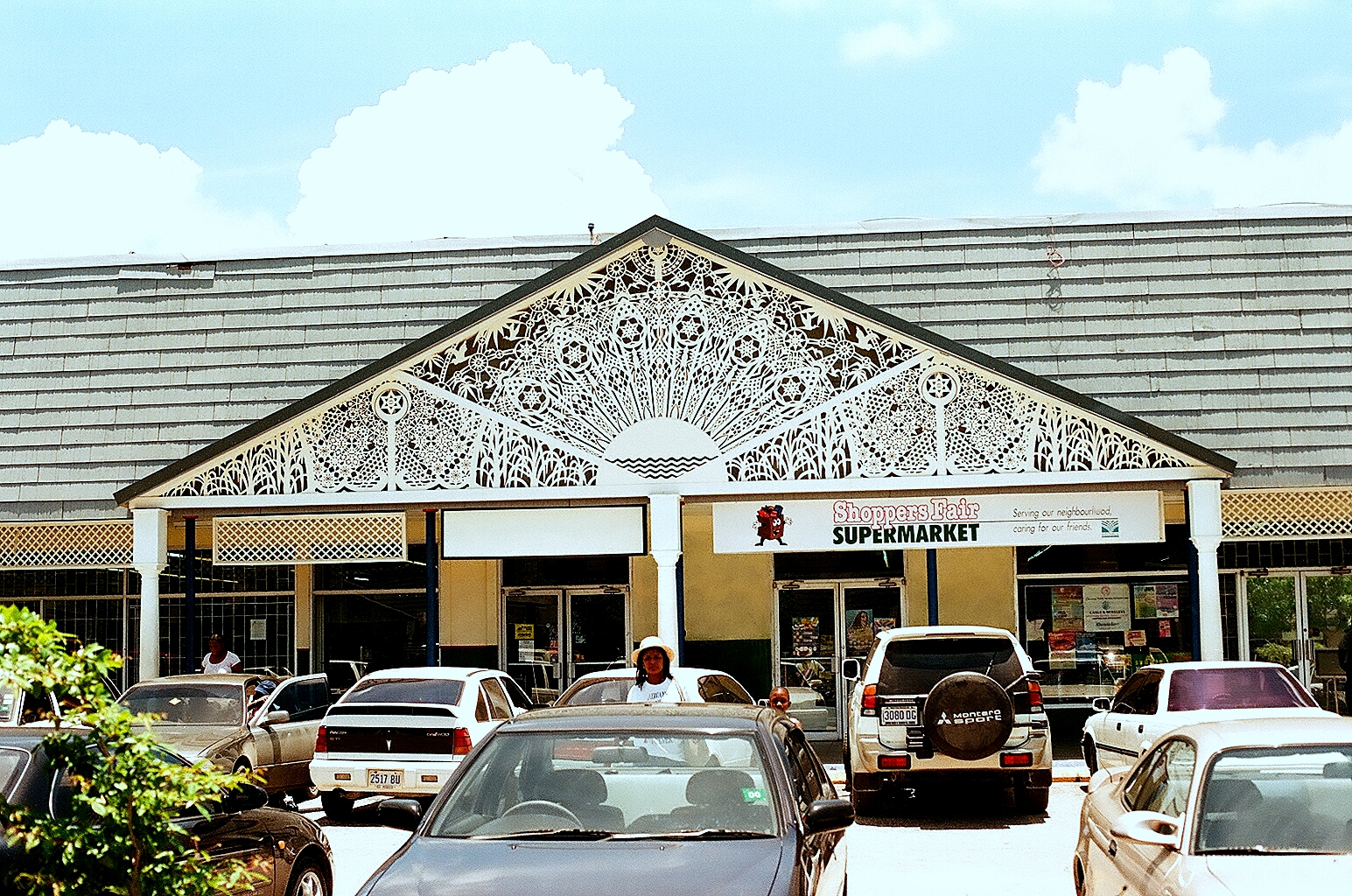
Calado artesano en un hastial a dos aguas